# Колесо Майнца

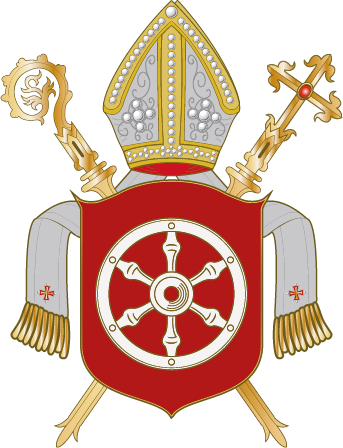
Герб єпархії Майнца

Зображення колеса Майнца у вигляді подвійного колеса на гербі Майнца до 1992 року

Майнцьке колесо — поширена фігура в геральдиці міста Майнц у землі Рейнланд-Пфальц. Це герб із власною назвою, на якому на червоному тлі зображено колесо сріблястого кольору з шістьма спицями. Щоб відрізнити себе від колишнього виборчого штату Майнц, на гербі міста зображено подвійне колесо, з'єднане з хрестом замість одного. Земля Рейнланд-Пфальц і багато муніципалітетів, які історично пов'язані з містом або курфюрством Майнца, також мають колесо на своїх гербах. Крім того, його можна знайти й сьогодні на багатьох кам'яних різьблених малюнках — наприклад, на старих межових каменях — а також на середньовічних печатках і подібних творах.

## Походження
Герб Майнца, який виник із емблеми єпархії Майнца, можна побачити у вигляді подвійного колеса на монетах архієпископа Зигфріда III фон Еппштейна (1230—1249). У цей час Майнц був центром Рейнської асоціації міст. З XIV століття до нього додали хрест, утворивши подвійне колесо. Через два століття його розмістили по діагоналі праворуч у вигляді срібного колеса на червоному полі. Коли Ворбіс належав архієпархії Майнца (XIV століття), у 1576 році він змінив свій герб і печатку на колесо після того, як був відзначений архієпископом Даніелем Бренделем Гомбурзьким.
Походження «Майнцького колеса» досі чітко не з'ясовано. Існує безліч легенд і одна теорія, яка вважається ймовірною.

### Легенда Віллігіза
Одна традиція стосується єпископа Віллігіза, який був обраний архієпископом Майнца в 975 році і, як кажуть, був сином теслі-колісника. Кажуть, щоб підкреслити своє просте походження, Віллігіз вибрав своїм гербом колесо, один із найважливіших виробів професії колісника. Однак, за науковими дослідженнями, це не можна вважати прийнятним, оскільки герби існують лише з XII століття.
Традиція пізнього середньовіччя стала популярною через німецькі легенди братів Грімм:
|  | У 1009 році єпископом Майнца було обрано побожного і вченого Віллігіза, який походив з бідного і скромного роду, а його батько був теслею. За це знатні пани і каноніки ненавиділи його, брали крейду і малювали колеса на стінах і дверях його замку, щоб позлити його і збезчестити. Коли благочестивий єпископ почув їхні насмішки, він покликав маляра і наказав йому гарною фарбою намалювати білі колеса на червоних полях у всіх своїх покоях, додавши віршик: «Віллігізе, Віллігізе, подумай, звідки ти прийшов». Саме тому всі єпископи Майнца відтоді мають білі колеса на своєму червоному щиті. Інші додають, що Віллігіз зі смирення завжди тримав біля свого ліжка дерев'яне колесо від плуга. |

### Колесо Святого Мартіна

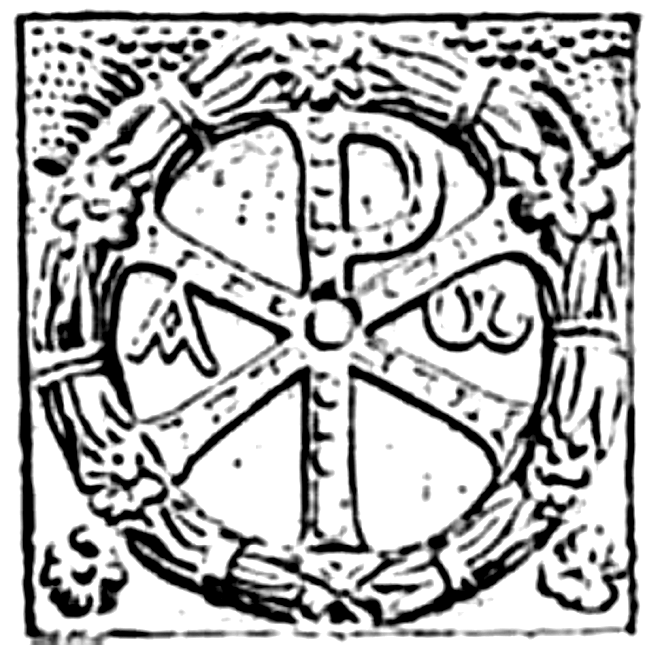
Лабарум із хризмою XP

Більш імовірною є теорія про те, що колесо походить від видінь пророка Єзекиїля про колісницю Бога та колесо як атрибут святого Мартина Турського, покровителя міста та собору. У всякому разі, соборна печатка 1300 року показує святого з двома колесами. Крім того, архієпископів Майнца в Середньовіччі називали ''currum Dei'' (водій колісниці Бога) і ''currum ecclesiae Moguntinae aurigantes'' (водій колісниці церкви Майнца). Коли йдеться про причину обрання колеса як герба, дослідники інколи повертаються до теорій монограми Христа. Це, укладене в коло німб, потім утворило колесо Майнца. Його включення до герба було справою звичайною для архієпископа та курфюрста Майнца як імперського архіканцлера Священної Римської імперії і, таким чином, головного князя церкви в імперії.

### Інші теорії
Інші теорії розглядають колесо як монограму Христа XP (Хі — Ро), яка служила штандартом для імператора Костянтина, символом Мітри, персько-римського бога сонця, або Могона, кельтського бога сонця, від якого походить Римська назва Майнца походить від «Mogontiacum».

## Зображення

### Виборчий герб
Перше подвійне колесо можна знайти на монетах архієпископа Зигфріда III фон Еппштейна (1230—1249). Відтоді майже всі курфюрсти та єпископи Майнца мали колесо на своїх гербах. Список входить до списку єпископів Майнца.

У гербовнику Зібмахера 1605 року герб тодішнього архієпископа Йоганна Швейхарда фон Кронберга зображено на панелі 3 під курфюрстами, на ньому зображено два окремих колеса з вісьмома спицями. На другому шоломі також є восьмиспицеве колесо. На дошці 9 під Архиєпархіями та Єпархіями зображено кольоровий герб архієпархії: червоне срібне колесо з шістьма спицями.

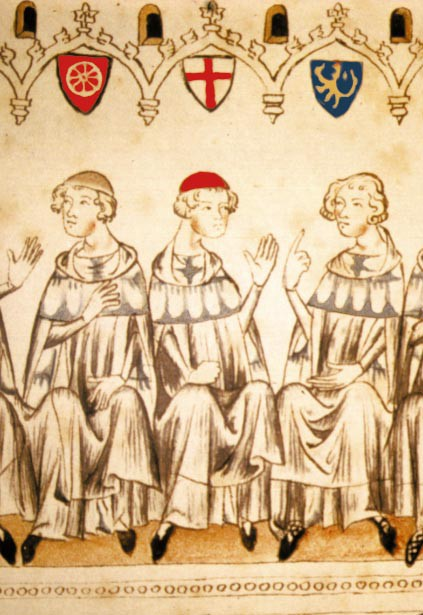
Три Курфюрсти з Території відомі своєю історією: зліва Петер Майнцький, Балдуїн Трірський і Пфальцграф Рудольф. (Малюнок пером і тушшю на пергаменті 1341 року, який зараз зберігається в Державному архіві Кобленца)
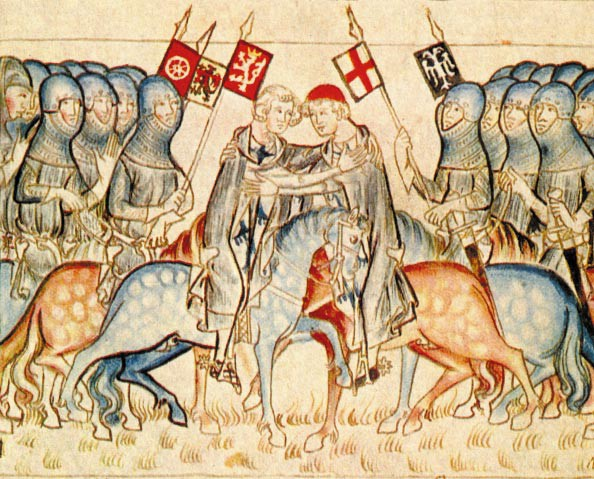
Трірський курфюрст Балдуїн (герб: червоний хрест на білому тлі) зустрічає свого племінника Яна, короля Чехії (герб: білий лев на червоному тлі). У товаристві Яна можна впізнати архієпископа Майнца за його гербом (біле колесо на червоному тлі).
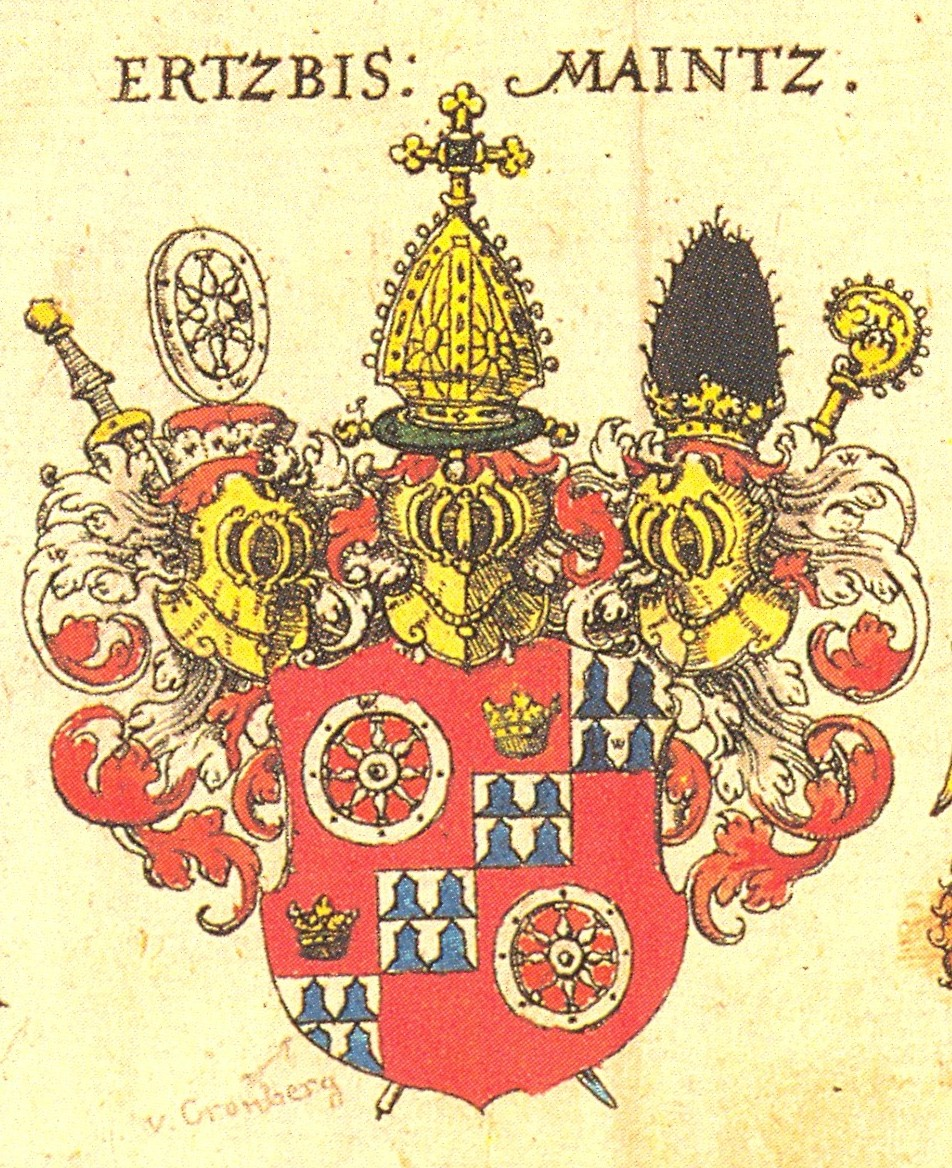
Гербова книга Зібмахера, панель 3: архієпископ Майнца, герб тодішнього архієпископа Майнца Йоганна Швейхарда фон Кронберга, подвійне колесо з восьмома спицями
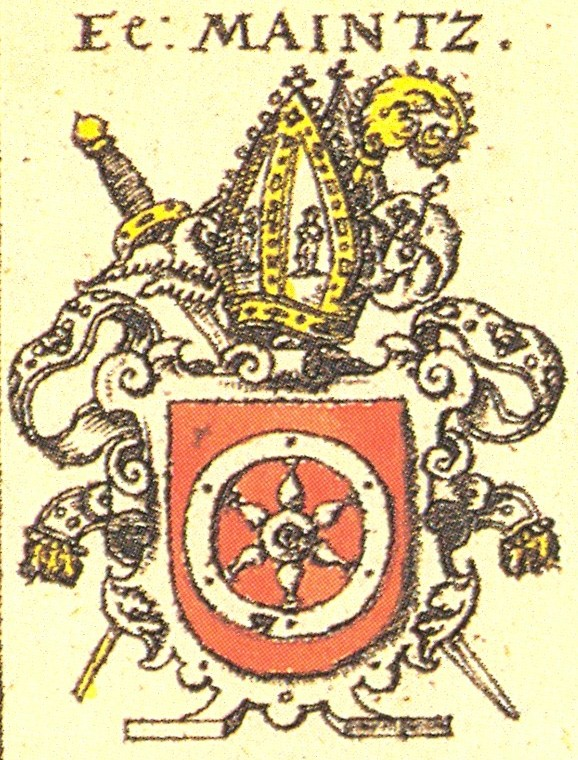
Герб Зібмахера, пластина 9: архієпархія Майнца, колесо з шістьма спицями
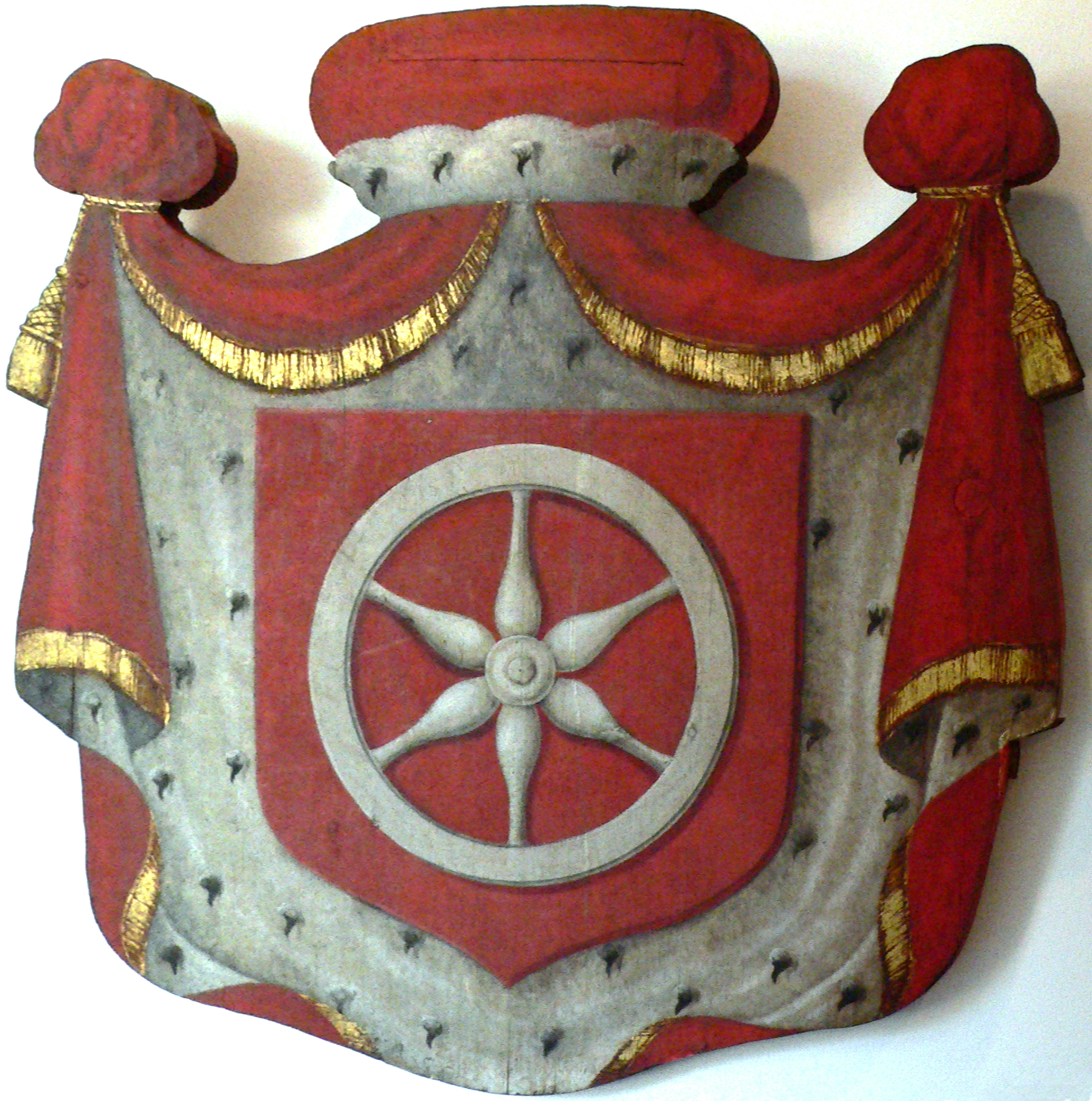
Виборчий герб Майнца середини XVIII століття (дерево, олія)
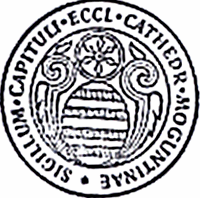
На печатці капітули зображено герб капітули, увінчаний шестиспицевим колесом. Латинський напис означає: «Печатка капітули Майнцького собору».
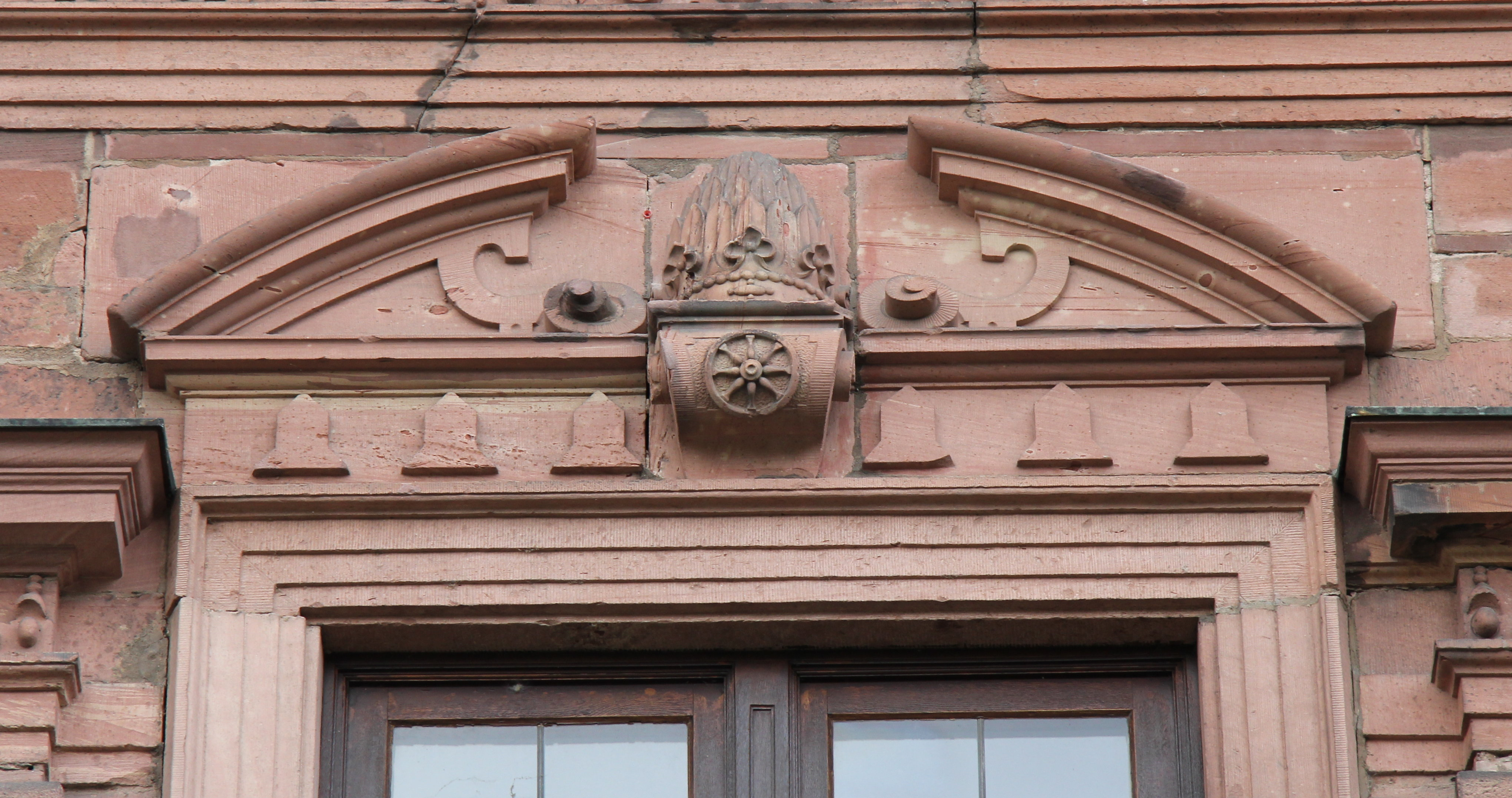
Перемичка в замку курфюрста Майнцького Йоганнесбурга, Ашаффенбург

### Місто Майнц

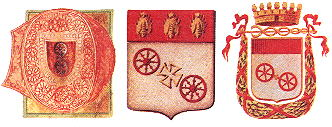
Герб з 1440 по 1811 рік

Міський герб Майнца зображувався з перших ілюстрацій у XV столітті. Століття деякі зміни. Так у XV столітті було винайдено подвійне колесо, що подане показано вертикально. У гербовнику Зібмахера 1605 року кольоровий малюнок герба Майнца показано на панелі 220 під імперськими та іншими містами. У червоному полі п'ятиспицеве срібне подвійне колесо, з'єднане хрестом.

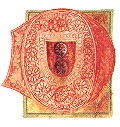
Герб 1440 року
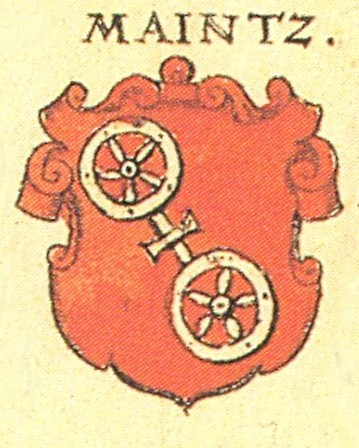
Таблиця 220 Герб Зібмахера:Майнц (близько 1605 р.)

У деяких випадках зустрічаються зображення двох окремих коліс з вільно плаваючим хрестом як з'єднання. Герб, наданий Наполеоном Бонапартом у 1811 році тодішньому французькому місту Майєнс, показує тимчасові, далекосяжні зміни. На ньому можна знайти типові елементи наполеонівської геральдики, такі як бджоли, орел, настінна корона та дубовий вінок.

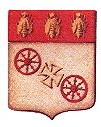
Майнцьке колесо із бджолами на гербі Гарного міста Французької імперії Майнц з 1811 року
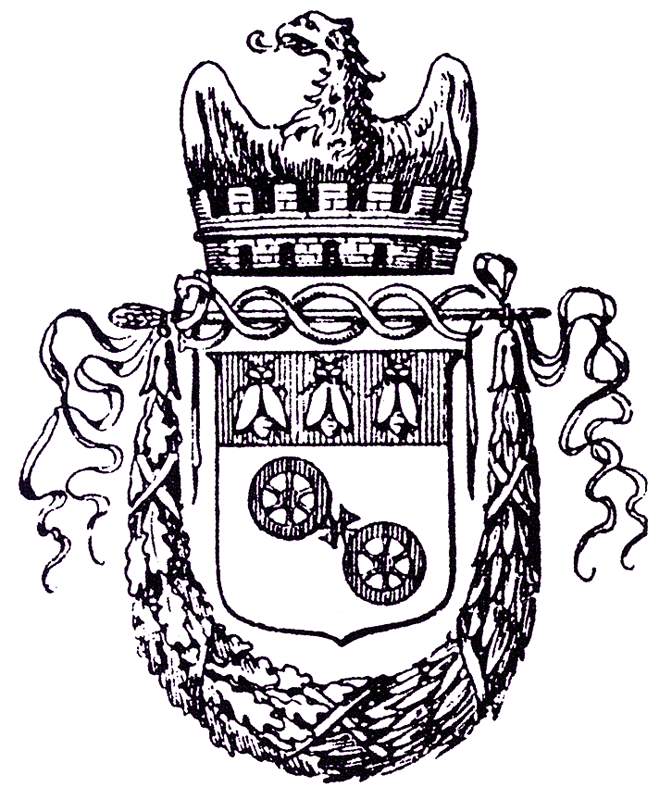
Так само
Так само
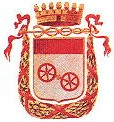
Кажуть, що це був 1811 рік

Пізніше міський герб знову спростили і звели до подвійного колеса. Остання зміна датується травнем 2008 року та набула чинності відповідно до міського законодавства 1 червня 2008 року. Це невелика модифікація попереднього герба. Верхній герб вже не прямий, а має невелику кривизну.

Представлений в 1992 році
1992-2008 роки
з 2008 року

## Поширення

### Міський герб
Архієпархія Майнца була суміжною територією і простягалася від Гунсрюка через Райнгессен, Райнгау, Таунус, північний Оденвальд і Фогельсберг до Айнбека і Заале (див. карту: Поширення Майнцького колеса).

Герб землі Рейнланд-Пфальц

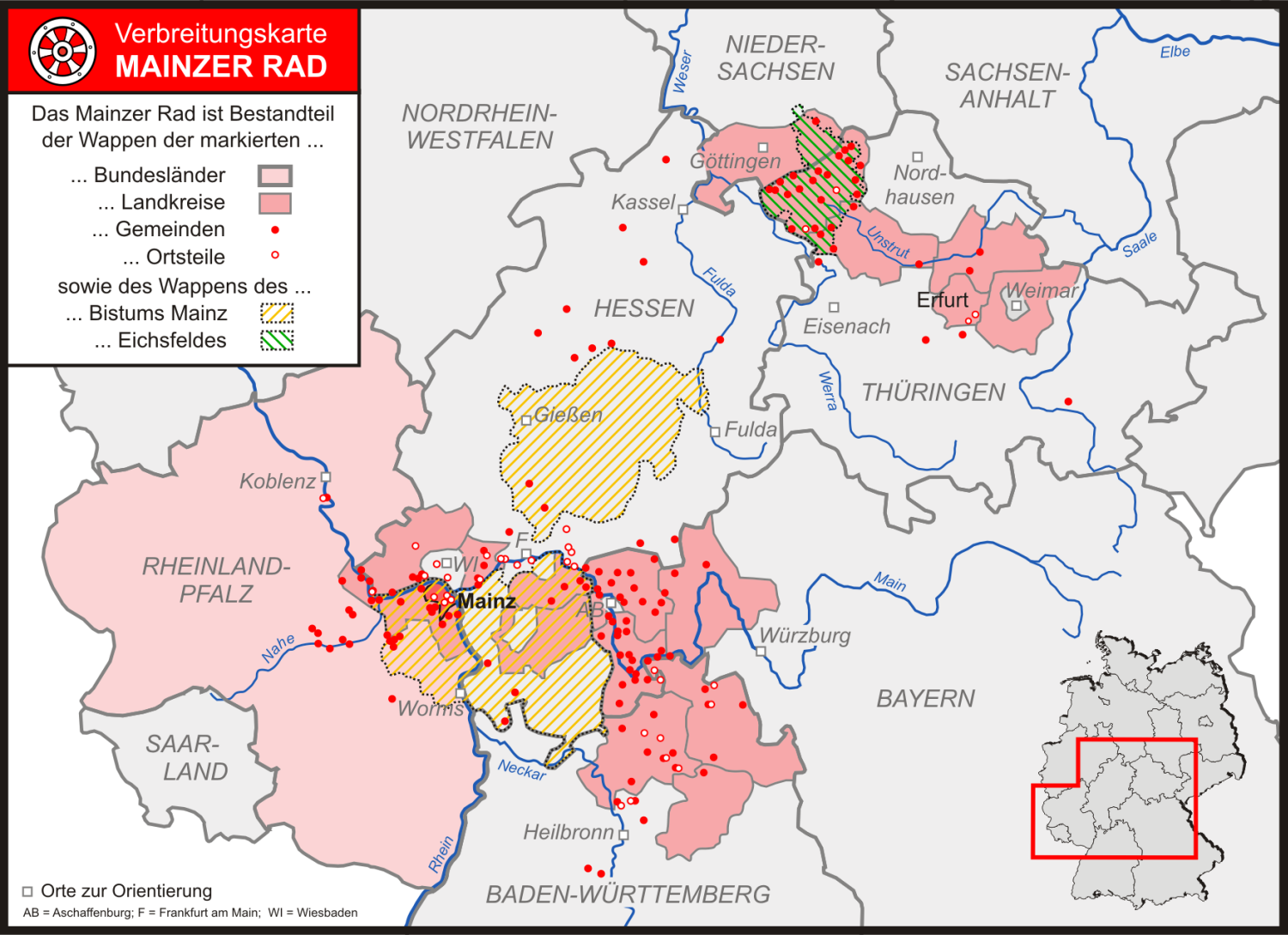
Поширення Майнцького колеса

Завдяки суверенітету курфюрства Майнц до 1803 року колесо Майнца поширилося на величезну територію курфюрства Майнц і його можна знайти на понад 270 муніципальних гербах колишнього єпископства.
Крім того, у 1948 році він також був включений в дизайн державного герба землі Рейнланд-Пфальц та геральдично розташований зліва від герба.

### Монети та печатки
- Перше подвійне колесо можна знайти на монетах архієпископа Зигфріда III фон Еппштейна (1230—1249).
- Білий пфеніг — пізньосередньовічна срібна монета. У другій половині XIV століття це була спільна монета Рейнського монетного союзу. На цій монеті було зображено майнцьке колесо, через що вайспфенніг також називали радеральбусом або просто альбусом. Високий вміст срібла надихнув на таку назву. Карбували монету курфюрсти Тріра, Кельна, Майнца та Пфальца.

Майнцьке колесо також можна знайти в багатьох печатках.
- На печатці миру (Pax Thuringiae) Генріха II., архієпископ з 1286 по 1288 роки, включено восьмиспицеве колесо:[6]
- на печатці Дібурга (XVIII ст.)
- Зображення колеса на судових печатках Рауенберга та Вессенталя 1811 року.

### Різьба по каменю та межові камені
- На вхідному порталі цвинтарного муру Мьобісбург-Рода зображено колесо Майнца та єпископську митру. Мьобісбург історично належав Ерфурту та курфюрству Майнц.
- На Мюльгаузерському цвинтарі досі збереглися межові камені з майнцьким колесом Майнцького курфюрства Айхсфельдського князівства на зворотному боці.
- По всьому Айхсфельду ще збереглися курмайнські межові камені.
- На схилі Шлосслейте в напрямку Мюльбурга (Дрей-Глейхен) є кілька межових каменів з Майнцьким колесом як знаком суверенітету Майнца і числом 1777. Тогочасний правитель, архієпископ і курфюрст Майнца Фрідріх Карл Йозеф фон Ерталь відвідав місто Ерфурт і замок Мюльбург у 1777 році.
- На знак його правління на воротах зовнішньої брами замку Шарфенштайн (Айхсфельд) було викарбувано колесо Майнца та 1587 рік. Замок був офіційною резиденцією та в'язницею курфюрста Майнца.
- Біля арки Лікарні Святого Духа в Бад-Мергентгаймі, у серцевому щиті герба принца-єпископа Франца Людвіга Пфальц-Нойбурзького зображено чорний орел у золоті, який несе малу нагрудну табличку з срібне колесо Майнца в червоному кольорі.
- У ратуші Ерлігхайма є кам'яне Майнцьке колесо. На гербі муніципалітету зображено не колесо, а лежачий місяць. Ймовірно, камінь надійшов як застава в 1666 році від володарства Боннігайму (на гербі якого є колесо Майнца) правителям Вюртемберга. Однак кам'яне зображення має лише чотири спиці.

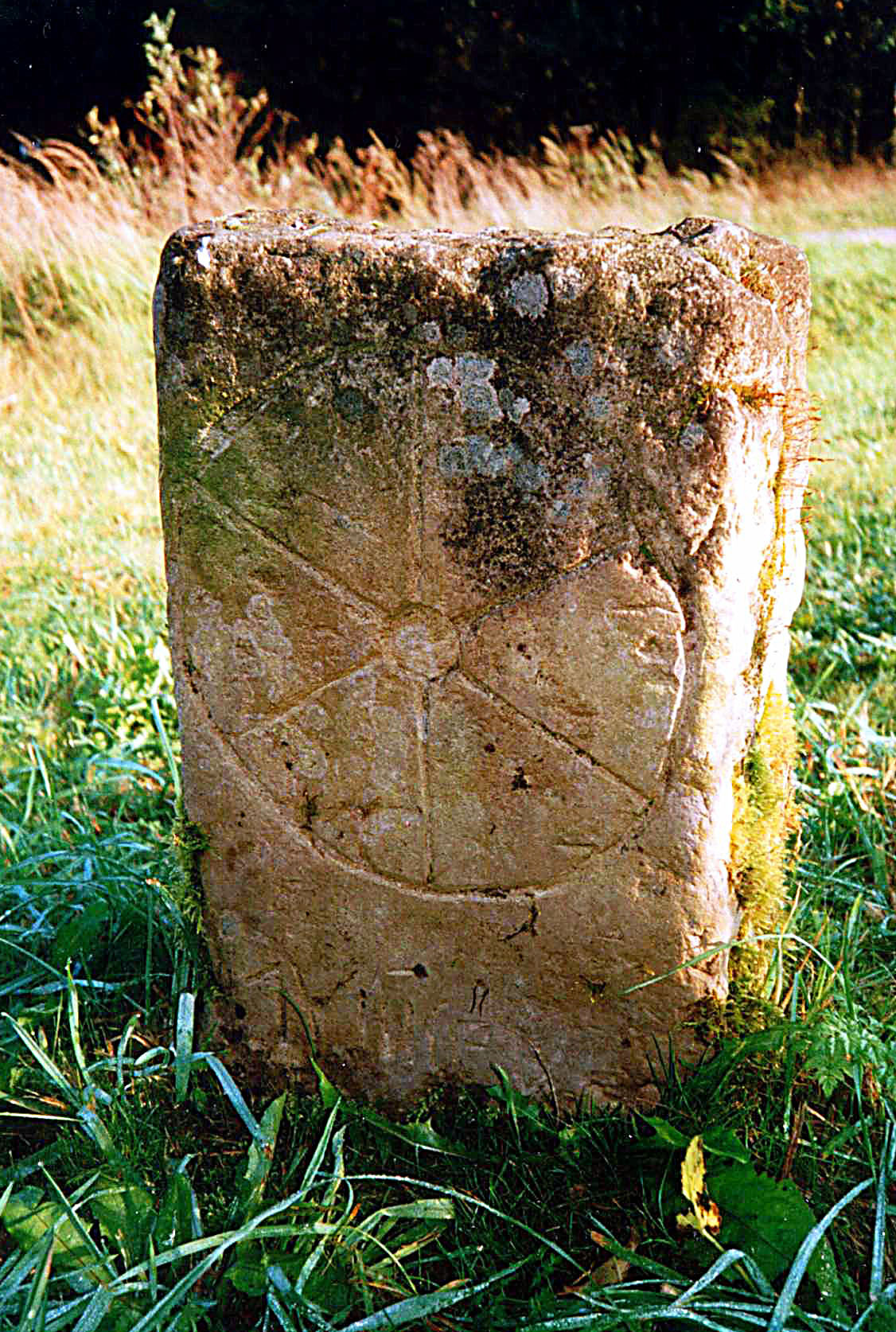
Межовий камінь курмайнського періоду (на південь від Вайльроде)
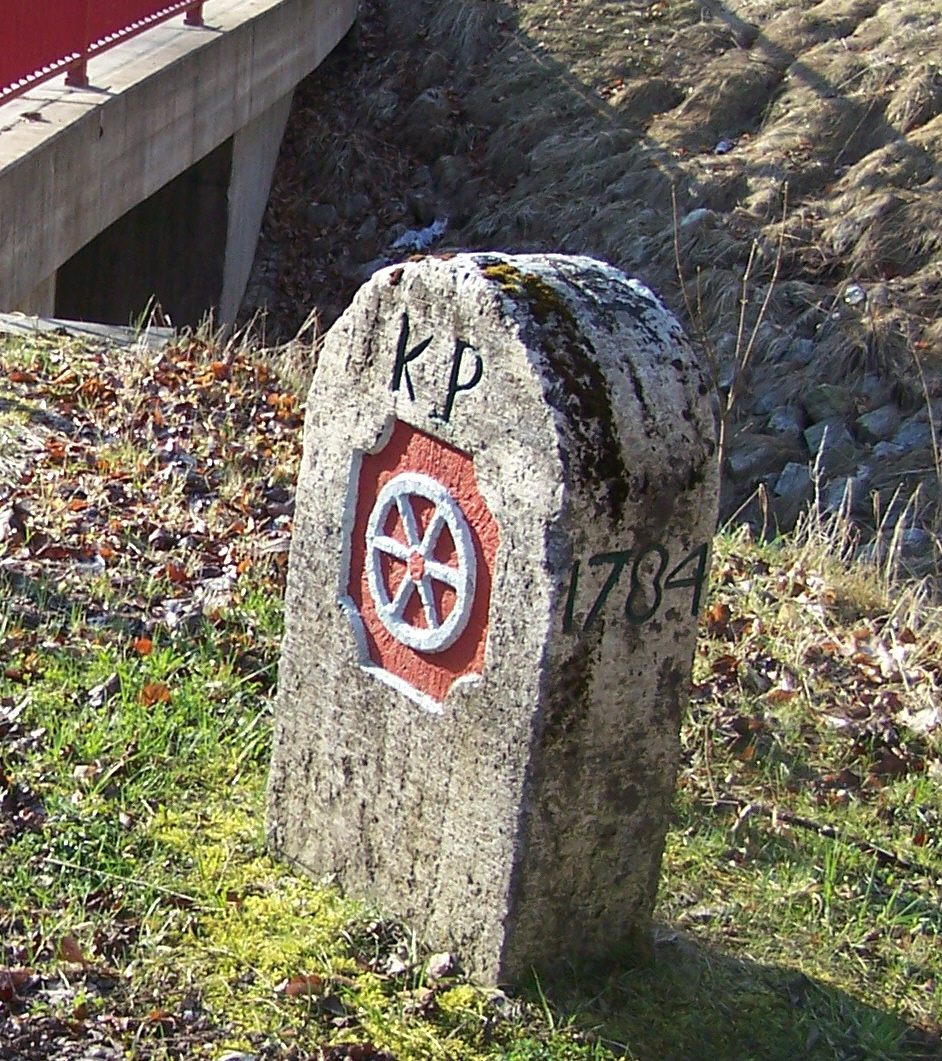
Межовий камінь Оберіхсфельд біля Гейєроде (KP 1784)
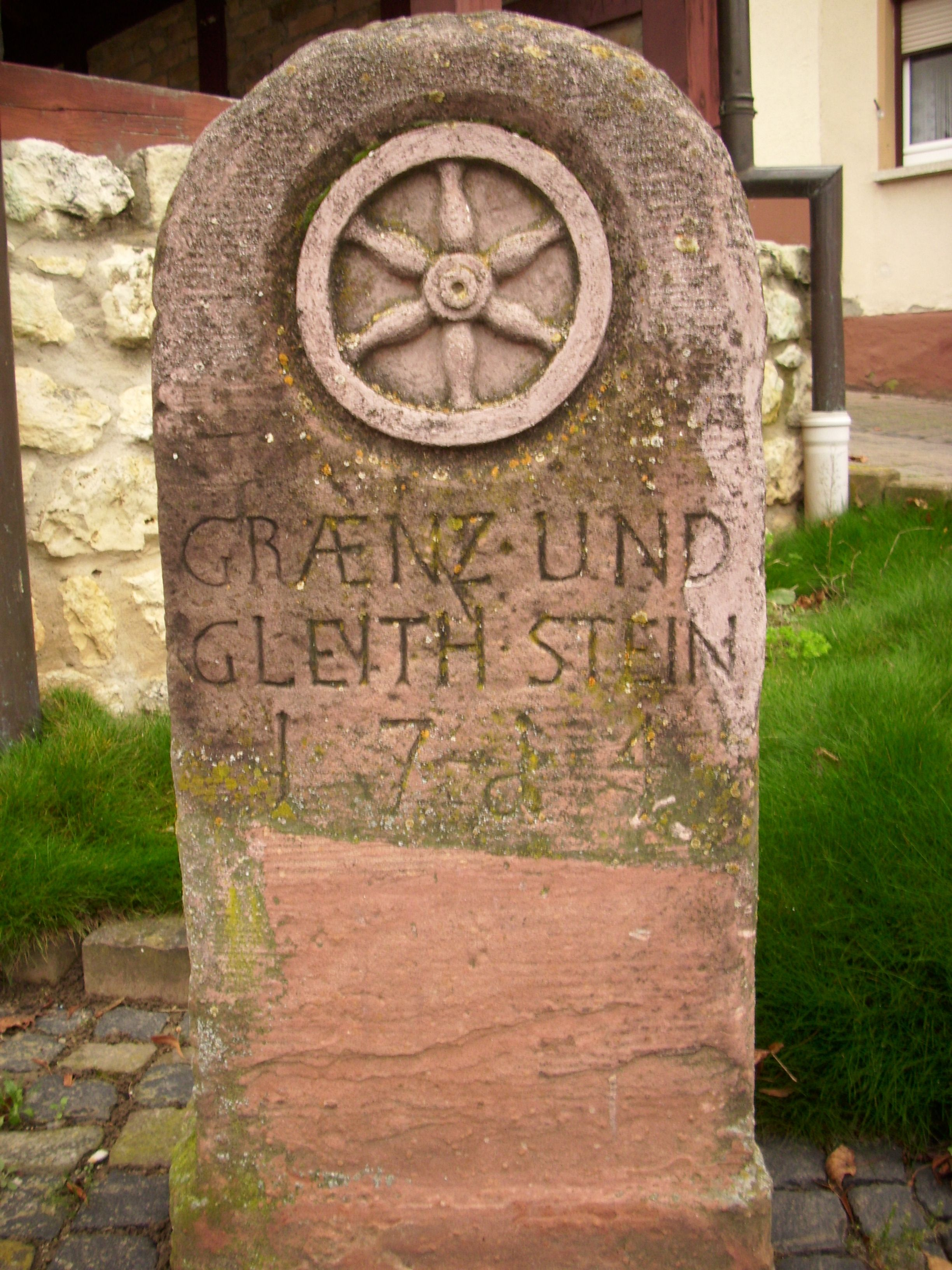
Межовий та розсувний камінь у  Зергенлох (Рейнхессен) з 1714 року
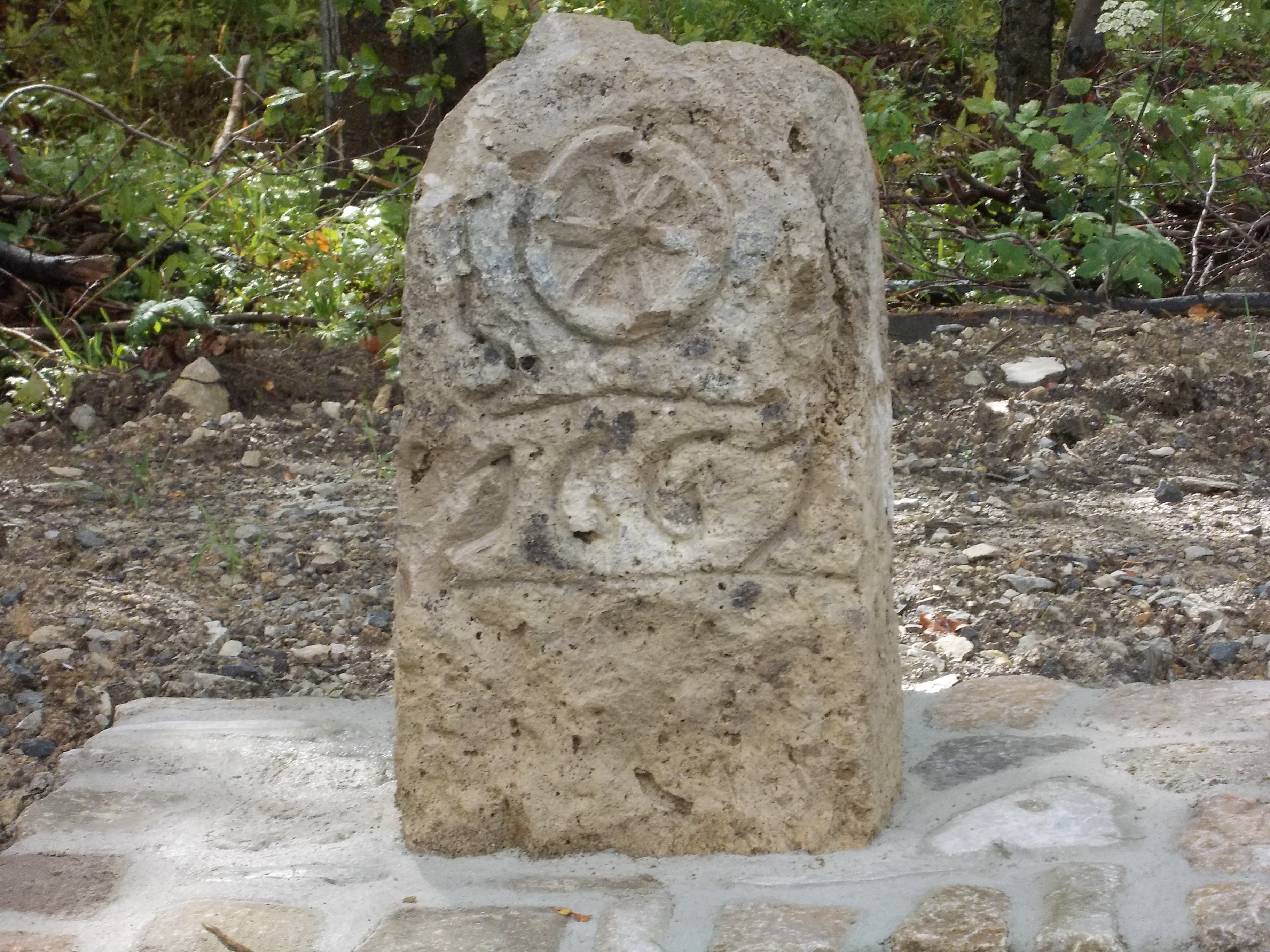
Межовий камінь Айхсфельдської єпархії Майнца на земельній ділянці Мюльгаузер

### Використання назви

Майнцьке колесо як рідкий кристал

- Хімік з Майнца Гельмут Рінгсдорф розробив молекулу рідкого кристала, яка має симетрію колеса Майнца.[7] Для цього він з'єднав латерально два дископодібні мезогени та один паличкоподібний мезоген. Маючи молекулярний розмір близько п'яти-семи нанометрів, це, ймовірно, буде найменшою реалізацією колеса Майнца.
- З 2001 року «Колесо Майнца» є найвищою нагородою німецького кінофестивалю FILMZ у Майнці. Конкурс повнометражних фільмів наділяється 1000 євро.

### Різне

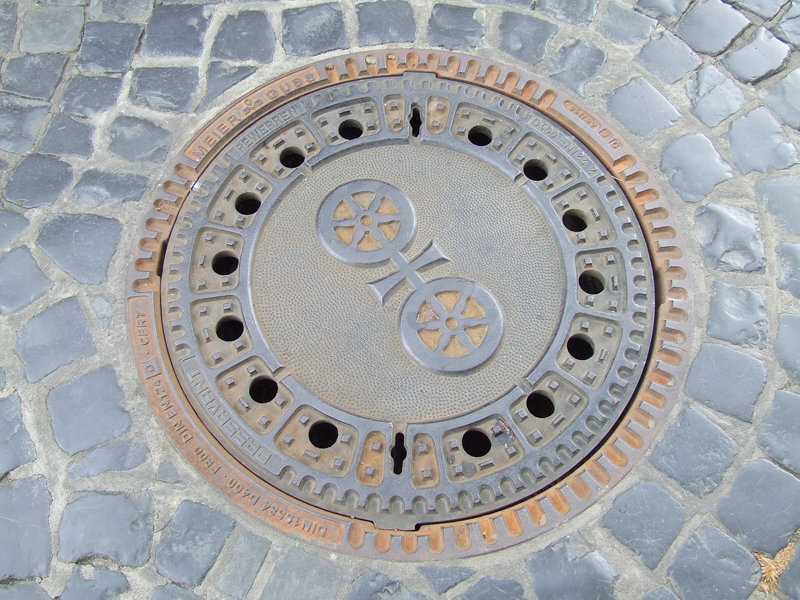
Типова кришка люка Майнца

- На вітражах собору Майнца зображено більшість єпископських гербів із шестиспицевим срібним колесом у червоному полі.
- На 13-й ризі Майнцького собору зображено Майнцьке колесо у вогні.[8]
- Більшість люків у Майнці мають мотив подвійного колеса.
- У міському музеї Бреттена є тарілка курфюрста XVII століття. Зберігається протягом століть. Вона зроблена з жерсті і містить колесо Майнца.
- У Санкт-Венделі є базиліка Св. Венделіна з гербами на стелі приблизно 1463 і 1464 років. Серед 15 гербів є герб архієпископа Майнца, на якому зображено колесо Майнца.
- Герб батальйону Feldjäger 251, дислокованого в Майнці, містить колесо Майнца, що вказує на зв'язок батальйону з містом.[9]
- Майнцьке колесо було логотипом компанії неіснуючої пивоварні Майнца.

## Міфи та легенди про Майнцьке колесо

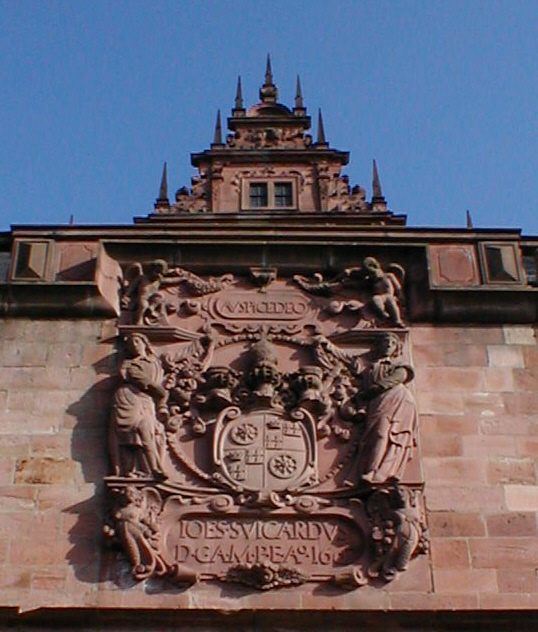
Герб стіни Йоганнісбурзького замку з колесом Майнца

За легендою капуцин Бернхард фон Трієр своєю кмітливістю врятував замок і місто Ашаффенбург від пограбування військами шведського короля Густава Адольфа в 1631 році. Після вручення ключів від міста шведський король сказав, що йому буде дуже соромно спалити замок, який був завершений лише кілька років тому, тому що, на жаль, він не може взяти його з собою до Швеції. Однак капуцин сказав, що він може це зробити, йому просто треба буде закотити його туди. Густав Адольф запитально насупився, а кмітливий священник вказав на колеса (герб Майнца), вирізьблені під кожним з численних вікон на 2-му поверсі. Король розсміявся і вирішив не знищувати їх.

## Веб-посилання
- Герб міста Майнц
- Пояснення щодо створення Майнцького колеса (PDF ; 552 кБ), Державний центр політичної освіти
- Герб Франконії з посиланням на колесо Майнца
- Інформація англійською мовою на www.ngw.nl